# Josep Martí i Rosselló
Josep Martí i Rosselló (Tortosa, 1719 - Montserrat, 1763) fou un monjo benedictí, mestre d'escolans i compositor català.
S'ignora on i amb qui va fer l'aprenentatge musical. Va ser organista i mestre de capella de l'església de la Soledad de Madrid fins que el 1749, amb trenta anys, va entrar al noviciat de Montserrat, on professà vida monàstica, hi rebé els ordes sagrats i molt aviat fou proposat, per la seva preparació, com a mestre dels escolans a fi de superar la crisi en què es trobava.
Se li coneixen una trentena d'obres vocals, generalment amb acompanyament d'instruments, i algunes obres per a teclat.
Va ser l'introductor de l'estil italià a l'escola montserratina i mestre dels pares Anselm Viola, successor seu alguns anys més tard en la direcció de l'escolania, i de Narcís Casanoves. Algunes de les seves obres formen admirades per la seva expressivitat i bellesa, cosa que va fer que la música ressaltés el text.
Així ho testifica A. Ràfols, deixeble del pare A.Viola a l'Escolania de Montserrat, parlant de les Lamentacions de Setmana Santa i de l'Stabat Mater. També Ferran Sor, tot just arribat a l'escolania, afirmava d'un Responsori de Nadal de Martí, que estaven assajant, que "el seu estil sever no havia exclòs melodies noves que feien estremir, jo no podia contenir la meva emoció".
En les seves composicions utilitzava generalment una orquestra basada en la corda i el vent: flautes i/o oboès. Possiblement és l'autor de la música d'una sarsuela de l'any 1746, Una vez da amor la paz, de la qual només es conserva el text escrit.
La majoria de les seves obres es conserven a l'Arxiu del Monestir de Montserrat(MO). També se'n localitzen diverses còpies als fons musicals TarC (Fons de la Catedral de Tarragona) i SEO (Fons de l'església parroquial de Sant Esteve d'Olot).

## Obres
Org.: 5 sonates
M. Cor:
- Missa
- Confitebor
- Credidi
- completes
- 2 magníficats
- 9 Salve Regina
- Stabat Mater
- 2 Quomodo sedet sola
- Manum suam
- Cogitavit Dominus
- Matribus suis
- Ego vir videns
- Recordare Domine (1752)
- Beatam me dicent
- Felix namque
- Beatissimae
- Nativitas tua
- Hodie nobis de coelo
- Quem vidistis
- Pastores
- O, magnum mysterium
- Sancta et immaculata
- Suspenda el labio su acento
- Silencio
- Obscura mansión triste
- Muchachitos
- Los pastorcillos
- Villancico de Kalenda (adaptat més tard per al Santissimo, a 8 v i orq.)